# Grande Prêmio da Itália de 2020
O Grande Prêmio da Itália de 2020 (formalmente denominado Formula 1 Gran Premio Heineken d'italia 2020) foi a oitava etapa do Campeonato Mundial de Fórmula 1 de 2020. Foi disputado em 6 de setembro de 2020 no Autódromo Nacional de Monza, Monza, Itália e teve como vencedor o francês Pierre Gasly.

## Relatório

### Treino classificatório
Q1
Dos favoritos, Bottas fez de cara o melhor tempo do fim de semana, com 1m19s786, mas Hamilton já baixou para 1m19s539, enquanto Pérez completou a volta em 1m20s048, em terceiro, e Sainz ficou em quarto, com 1m20s099. Quem decepcionou na primeira volta foi Verstappen, que ficou apenas em sétimo na primeira parte do Q1 e depois melhorou para quinto.
Como em todos os treinos, os comissários não perdoaram os pilotos que excederam os limites da pista na saída da Curva Parabólica. Entre os que tiveram inicialmente suas voltas deletadas estavam Charles Leclerc, Kevin Magnussen, Alexander Albon e Pierre Gasly. O monegasco por sinal, só completou sua primeira volta a seis minutos do fim do Q1 e subiu para 11º.
No último minuto, Hamilton melhorou para 1m19s514, e atrás dele, como se esperava, o tráfego foi pesado entre os pilotos na tentativa de se pegar o melhor posicionamento para abrir a última tentativa. Quem se deu mal foi Vettel, que foi eliminado por apenas 0s047.
Eliminados:
Q2
Bottas começou o Q2 com o tempo de 1m19s417, mas logo em seguida Hamilton fez 1m19s092, então o novo recorde da pista e a volta mais rápida de todos os tempos na Fórmula 1. Pérez fez o terceiro tempo, à frente de Sainz e Verstappen.
A disputa pelas últimas vagas no Q3 foi muito acirrada nos minutos finais. Ricciardo acabou errando na sua tentativa derradeira e abortou a volta; para sorte deles, outros pilotos não melhoraram, como seu companheiro Esteban Ocon, que ficou em 12º e acabou eliminado.
Quem melhorou foi Bottas, que fez 1m18s952 com o cronômetro zerado e baixou ainda mais o recorde da pista. Único representante da Ferrari no Q2, Leclerc não conseguiu se classificar e ficou em 13º. Também caíram Daniil Kvyat, Kimi Raikkonen e Kevin Magnussen, que escapou da pista.
Eliminados:
Q3
As Mercedes continuaram soberanas no Q3. A exemplo do que ocorrera no Q1 e Q2, Bottas foi o primeiro a registrar tempo, com 1m19s121, mas Hamilton foi ainda mais rápido, com 1m19s068, sem baixarem o recorde do Q2.
Na última série de tentativas, Bottas chegou a tomar momentaneamente a pole de Hamilton, com 1m18s956, mas Hamilton recuperou a primeira posição e estabeleceu novo recorde, com 1m18s887, para confirmar mais uma pole position, com a volta mais rápida da história.

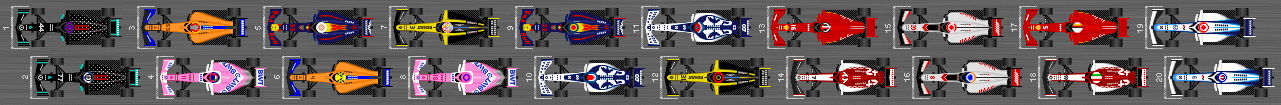
Grid de Largada

### Corrida
A largada em Monza foi boa para Lewis Hamilton, ótima para Carlos Sainz, excepcional para Lando Norris e horrorosa para Valtteri Bottas. O líder do campeonato não teve dificuldades para seguir na liderança, enquanto o finlandês enfrentou uma primeira volta para esquecer. Sem rendimento, Valtteri perdeu posições para Sainz, Norris — que pulou de sexto para terceiro —, Sergio Pérez e até Daniel Ricciardo, caindo de segundo para sexto.
Bottas alegou, em conversa com a Mercedes, que havia sofrido “um furo no pneu ou algo do tipo”, mas a equipe respondeu que não havia nada de errado. Quem também teve uma largada ruim foi Max Verstappen, que caiu de quinto para sétimo ao ter sido superado por Norris e Ricciardo. E Kevin Magnussen, da Haas, que já estava no pelotão intermediário, despencou para a última posição.
Sebastian Vettel, que havia largado em 17º, enfrentava problemas logo no começo e tinha dificuldades para andar até no ritmo da Williams. George Russell lutava por posição com o tetracampeão na reta dos boxes quando a Ferrari SF1000 apresentou problemas nos freios, o que levou Seb a passar reto na chicane da primeira curva. Logo em seguida, o dono do carro #5 recolheu para os boxes e abandonou. Já Charles Leclerc fazia o que era possível e vinha em 13º, sua posição original de largada. Calvário sem fim para a Ferrari ao longo do seu GP 999 na história na Fórmula 1.
Lá na frente, Hamilton liderava com sobras e 6s3 de frente para Sainz na volta 11. Norris era o terceiro, 0s8 à frente de Pérez. A McLaren colocava seus dois carros em corrida no top-3 pela primeira vez desde o GP da Inglaterra de 2014. Por sua vez, Bottas, em sexto, lutava para se aproximar de Ricciardo e tentar acionar a asa móvel para fazer a ultrapassagem, mas sua performance era irreconhecível. Outro que enfrentava problemas era Alexander Albon. Na zona intermediária da corrida, somente em 14º, o anglo-tailandês foi punido pela direção de prova em 5s por não dar espaço à Haas de Romain Grosjean.
Bottas não conseguia chegar em Ricciardo e voltava a reclamar no rádio. “Não posso correr com essas configurações de motor. É uma piada”.
O safety-car foi acionado na volta 20 depois que Magnussen encostou seu carro na área gramada de escape na saída da curva Parabólica. Com a bandeira amarela, a Mercedes de imediato chamou Hamilton para aos boxes para fazer a troca dos pneus macios pelos médios. Só que o pit-lane estava fechado para entrada naquele momento.
O incidente passou a ser investigado pelos comissários, enquanto a direção de prova anunciava que só depois, na volta 23, é que o pit-lane estava aberto. Foi aí que praticamente todos os outros pilotos entraram para fazer suas respectivas paradas.
Naquele momento, mudou tudo em Monza. Hamilton reassumiu a liderança, enquanto Stroll, que não havia feito a parada, estava na segunda posição. Pierre Gasly, já depois de fazer o pit-stop, vinha em terceiro, à frente de Antonio Giovinazzi, que também estava sob investigação, e pasme, Leclerc, que havia feito antes do safety-car seu pit-stop.
Sainz, que chegou até a ocupar a liderança com o pit-stop de Hamilton, despencou para a sétima colocação, que enquanto Norris vinha em oitavo. Prejuízo maior, contudo, sofreu Pérez, que desabou de quarto para 15º.
Na volta 25, quase na primeira metade da corrida, Leclerc sofreu um acidente fortíssimo ao perder o controle da sua Ferrari na saída da curva Parabólica. Por muita, muita sorte, o monegasco não sofreu nenhuma lesão e saiu normalmente do carro. Às 10h54 (de Brasília), a direção de prova teve de acionar a bandeira vermelha para remover o carro e ajustar a barreira de proteção completamente danificada.
Durante a paralisação, a direção de prova anunciou as punições impostas a Hamilton e Giovinazzi: stop-and-go de 10s. Norris também passou a ser investigado depois que os comissários observaram que o piloto entrou lento demais no pit-lane, mas o inglês escapou da punição.
Mudava tudo para a sequência do GP da Itália. Com Hamilton na liderança, mas tendo de pagar a punição durante a corrida, Stroll teria a chance de assumir a ponta. O canadense ainda não tinha feito seu pit-stop, e o regulamento permite que um piloto pode trocar pneus durante a bandeira vermelha.
Às 11h24 (de Brasília), os 17 pilotos que ainda estavam no grid alinhavam para fazer a largada parada, como reza o regulamento. Hamilton partiu lado a lado com Stroll, Gasly era o terceiro, Giovinazzi em quarto, Räikkönen em quinto e Sainz na sexta posição.
Hamilton arrancou na frente, como é o normal. E Stroll, que mostrava ter até chances de vitória, foi muito mal na segunda largada e caiu para quinto lugar. Na volta 29, o hexacampeão foi aos boxes para cumprir a punição e caiu para 17º e último, partindo assim para fazer o que se desenhava como uma incrível corrida de recuperação. Enquanto isso, acredite, Gasly assumiu a liderança com a AlphaTauri, seguido por Räikkönen e Giovinazzi, que ainda tinha de pagar seu stop-and-go.
Na volta 31, era a vez de uma das estrelas do grid, Verstappen, encerrar sua jornada em Monza, completando o fim de semana mais difícil da temporada. Já a Mercedes buscava se recuperar: Bottas era o sexto e pressionava a McLaren de Norris, enquanto Hamilton vinha em 15º e fazia seguidas voltas mais rápidas para tentar o impossível.
O mundo acompanhava uma corrida com prognóstico completamente imprevisível. Gasly, com a AlphaTauri, liderava na volta 34. Valente, Sainz não desistia e, depois de ultrapassar por fora, na chicane da curva 1, passou um aguerrido Räikkönen para assumir a segunda posição. O ‘Homem de Gelo’ também não teve ritmo para segurar a ‘Mercedes rosa’ de Stroll, novo terceiro colocado, sendo superado também por Norris, Bottas e Ricciardo.
Nas voltas seguintes, Sainz reduzia aos poucos a diferença para Gasly, mas o francês se segurava na liderança, enquanto Stroll não parecia ser uma ameaça ao espanhol. Hamilton, em 12º lugar, chegava perto da zona de pontos e tinha à sua frente a Williams de Nicholas Latifi e a Racing Point de Pérez.
Com seis voltas para o fim, Sainz estava 1s5 atrás de Gasly. Com enorme valentia, o piloto da AlphaTauri conseguia se manter na ponta mesmo com enorme pressão sofrida pela McLaren do espanhol. Carlos encurtou muito a vantagem nas duas últimas voltas, conseguiu até acionar o DRS para tentar a ultrapassagem, mas não deu. Pierre Gasly, de forma inacreditável, venceu pela primeira vez na Fórmula 1.

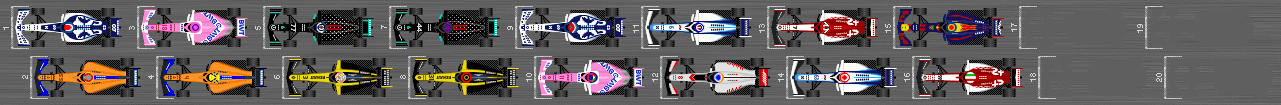
Resultado da Corrida

## Pneus
| Nome do composto | Cor | Banda de rolamento | Condições de Tempo | Dry Type                           | Aderência       | Longevidade   |
| ---------------- | --- | ------------------ | ------------------ | ---------------------------------- | --------------- | ------------- |
| Macio (C4)       |     | Slick (P Zero)     | Seco               | Soft                               | Mais aderência  | Menos durável |
| Médio (C3)       |     | Slick (P Zero)     | Seco               | Medium                             | Médio           | Médio         |
| Duro (C2)        |     | Slick (P Zero)     | Seco               | Hard                               | Menos aderência | Mais durável  |
| Intermediário    |     | Sulcos (Cinturato) | Molhado            | Intermediate (água não estagnante) | —               | —             |
| Chuva            |     | Sulcos (Cinturato) | Molhado            | Wet (água estagnante)              | —               | —             |

| Escolhas de Pneus de cada piloto para o GP da Itália: | Escolhas de Pneus de cada piloto para o GP da Itália: | Escolhas de Pneus de cada piloto para o GP da Itália: | Escolhas de Pneus de cada piloto para o GP da Itália: | Escolhas de Pneus de cada piloto para o GP da Itália: | Escolhas de Pneus de cada piloto para o GP da Itália: |
| ----------------------------------------------------- | ----------------------------------------------------- | ----------------------------------------------------- | ----------------------------------------------------- | ----------------------------------------------------- | ----------------------------------------------------- |
| Nº                                                    | Pilotos                                               | Equipe(s)                                             | Duro                                                  | Médio                                                 | Macio                                                 |
| 44                                                    | Lewis Hamilton                                        | Mercedes                                              |                                                       |                                                       |                                                       |
| 77                                                    | Valtteri Bottas                                       | Mercedes                                              |                                                       |                                                       |                                                       |
| 5                                                     | Sebastian Vettel                                      | Ferrari                                               |                                                       |                                                       |                                                       |
| 16                                                    | Charles Leclerc                                       | Ferrari                                               |                                                       |                                                       |                                                       |
| 23                                                    | Alexander Albon                                       | Red Bull-Honda                                        |                                                       |                                                       |                                                       |
| 33                                                    | Max Verstappen                                        | Red Bull-Honda                                        |                                                       |                                                       |                                                       |
| 3                                                     | Daniel Ricciardo                                      | Renault                                               |                                                       |                                                       |                                                       |
| 31                                                    | Esteban Ocon                                          | Renault                                               |                                                       |                                                       |                                                       |
| 8                                                     | Romain Grosjean                                       | Haas-Ferrari                                          |                                                       |                                                       |                                                       |
| 20                                                    | Kevin Magnussen                                       | Haas-Ferrari                                          |                                                       |                                                       |                                                       |
| 55                                                    | Carlos Sainz Jr.                                      | McLaren-Renault                                       |                                                       |                                                       |                                                       |
| 4                                                     | Lando Norris                                          | McLaren-Renault                                       |                                                       |                                                       |                                                       |
| 11                                                    | Sergio Pérez                                          | Racing Point-Mercedes                                 |                                                       |                                                       |                                                       |
| 18                                                    | Lance Stroll                                          | Racing Point-Mercedes                                 |                                                       |                                                       |                                                       |
| 7                                                     | Kimi Raikkonen                                        | Alfa Romeo Racing-Ferrari                             |                                                       |                                                       |                                                       |
| 99                                                    | Antonio Giovinazzi                                    | Alfa Romeo Racing-Ferrari                             |                                                       |                                                       |                                                       |
| 10                                                    | Pierre Gasly                                          | AlphaTauri-Honda                                      |                                                       |                                                       |                                                       |
| 26                                                    | Daniil Kvyat                                          | AlphaTauri-Honda                                      |                                                       |                                                       |                                                       |
| 6                                                     | Nicholas Latifi                                       | Williams-Mercedes                                     |                                                       |                                                       |                                                       |
| 63                                                    | George Russell                                        | Williams-Mercedes                                     |                                                       |                                                       |                                                       |

## Resultados

### Treino classificatório
| 1                        | 44 | Lewis Hamilton     | Mercedes                  | 1:19.514 | 1:19.092 | 1:18.887 | 1  |
| 2                        | 77 | Valtteri Bottas    | Mercedes                  | 1:19.786 | 1:18.952 | 1:18.956 | 2  |
| 3                        | 55 | Carlos Sainz Jr.   | McLaren-Renault           | 1:20.099 | 1:19.705 | 1:19.695 | 3  |
| 4                        | 11 | Sergio Pérez       | Racing Point-Mercedes     | 1:20.048 | 1:19.718 | 1:19.720 | 4  |
| 5                        | 33 | Max Verstappen     | Red Bull Racing-Honda     | 1:20.193 | 1:19.780 | 1:19.795 | 5  |
| 6                        | 4  | Lando Norris       | McLaren-Renault           | 1:20.344 | 1:19.962 | 1:19.820 | 6  |
| 7                        | 3  | Daniel Ricciardo   | Renault                   | 1:20.548 | 1:20.031 | 1:19.864 | 7  |
| 8                        | 18 | Lance Stroll       | Racing Point-Mercedes     | 1:20.400 | 1:19.924 | 1:20.049 | 8  |
| 9                        | 23 | Alexander Albon    | Red Bull Racing-Honda     | 1:21.104 | 1:20.064 | 1:20.090 | 9  |
| 10                       | 10 | Pierre Gasly       | AlphaTauri-Honda          | 1:20.145 | 1:19.909 | 1:20.177 | 10 |
| 11                       | 26 | Daniil Kvyat       | AlphaTauri-Honda          | 1:20.307 | 1:20.169 | —        | 11 |
| 12                       | 31 | Esteban Ocon       | Renault                   | 1:20.747 | 1:20.234 | —        | 12 |
| 13                       | 16 | Charles Leclerc    | Ferrari                   | 1:20.443 | 1:20.273 | —        | 13 |
| 14                       | 7  | Kimi Räikkönen     | Alfa Romeo Racing-Ferrari | 1:21.010 | 1:20.926 | —        | 14 |
| 15                       | 20 | Kevin Magnussen    | Haas-Ferrari              | 1:20.869 | 1:21.573 | —        | 15 |
| 16                       | 8  | Romain Grosjean    | Haas-Ferrari              | 1:21.139 | —        | —        | 16 |
| 17                       | 5  | Sebastian Vettel   | Ferrari                   | 1:21.151 | —        | —        | 17 |
| 18                       | 99 | Antonio Giovinazzi | Alfa Romeo Racing-Ferrari | 1:21.206 | —        | —        | 18 |
| 19                       | 63 | George Russell     | Williams-Mercedes         | 1:21.587 | —        | —        | 19 |
| 20                       | 6  | Nicholas Latifi    | Williams-Mercedes         | 1:21.717 | —        | —        | 20 |
| Regra dos 107%: 1:25.079 |    |                    |                           |          |          |          |    |
| Fonte:                   |    |                    |                           |          |          |          |    |

Notas

### Corrida
| Pos.                                                             | Nu. | Piloto             | Construtor                | Voltas | Tempo/Retirado     | Grid | Pontos |
| ---------------------------------------------------------------- | --- | ------------------ | ------------------------- | ------ | ------------------ | ---- | ------ |
| 1                                                                | 10  | Pierre Gasly       | AlphaTauri-Honda          | 53     | 1:47:06.056        | 10   | 25     |
| 2                                                                | 55  | Carlos Sainz Jr.   | McLaren-Renault           | 53     | +0.415             | 3    | 18     |
| 3                                                                | 18  | Lance Stroll       | Racing Point-BWT Mercedes | 53     | +3.358             | 8    | 15     |
| 4                                                                | 4   | Lando Norris       | McLaren-Renault           | 53     | +6.000             | 6    | 12     |
| 5                                                                | 77  | Valtteri Bottas    | Mercedes                  | 53     | +7.108             | 2    | 10     |
| 6                                                                | 3   | Daniel Ricciardo   | Renault                   | 53     | +8.391             | 7    | 8      |
| 7                                                                | 44  | Lewis Hamilton     | Mercedes                  | 53     | +17.245            | 1    | 71     |
| 8                                                                | 31  | Esteban Ocon       | Renault                   | 53     | +18.691            | 12   | 4      |
| 9                                                                | 26  | Daniil Kvyat       | AlphaTauri-Honda          | 53     | +22.208            | 11   | 2      |
| 10                                                               | 11  | Sergio Pérez       | Racing Point-BWT Mercedes | 53     | +23.224            | 4    | 1      |
| 11                                                               | 6   | Nicholas Latifi    | Williams-Mercedes         | 53     | +32.876            | 20   |        |
| 12                                                               | 8   | Romain Grosjean    | Haas-Ferrari              | 53     | +35.164            | 16   |        |
| 13                                                               | 7   | Kimi Räikkönen     | Alfa Romeo Racing-Ferrari | 53     | +36.312            | 14   |        |
| 14                                                               | 63  | George Russell     | Williams-Mercedes         | 53     | +36.593            | 19   |        |
| 15                                                               | 23  | Alexander Albon    | Red Bull Racing-Honda     | 53     | +37.533            | 9    |        |
| 16                                                               | 99  | Antonio Giovinazzi | Alfa Romeo Racing-Ferrari | 53     | +55.199            | 18   |        |
| Ret                                                              | 33  | Max Verstappen     | Red Bull Racing-Honda     | 30     | Unidade de energia | 5    |        |
| Ret                                                              | 16  | Charles Leclerc    | Ferrari                   | 23     | Acidente           | 13   |        |
| Ret                                                              | 20  | Kevin Magnussen    | Haas-Ferrari              | 17     | Unidade de energia | 15   |        |
| Ret                                                              | 5   | Sebastian Vettel   | Ferrari                   | 6      | Freios             | 17   |        |
| volta mais rápida: Lewis Hamilton (Mercedes) – 1:22.746 (lap 34) |     |                    |                           |        |                    |      |        |
| Source:                                                          |     |                    |                           |        |                    |      |        |

## Curiosidades[6]
- Primeira vitória de Pierre Gasly e da AlphaTauri na Fórmula 1. Gasly se torna o 109º piloto a vencer na história da Fórmula 1. A vitória da AlphaTauri vem na mesma pista onde conquistou sua única vitória (da antiga Toro Rosso), com Sebastian Vettel em 2008.
- Primeira vitória de um piloto francês desde Olivier Panis no Grande Prêmio de Mônaco de 1996.
- Primeiro vencedor de uma equipe que não foi a Mercedes, Ferrari ou Red Bull Racing desde Kimi Räikkönen no Grande Prêmio da Austrália de 2013 pela Lotus.
- Pierre Gasly, Carlos Sainz Jr. e Lance Stroll conquistaram o segundo pódio na Fórmula 1.
- Primeira vez que a Mercedes, Ferrari e Red Bull Racing não subiram ao pódio desde o Grande Prêmio da Hungria de 2012.
- A Ferrari não largava entre os dez primeiros em Monza desde 1984.
- As Ferraris não conseguiram terminar em Monza pela primeira vez desde 1995.
- Última corrida de Frank Williams e Claire Williams como dirigentes da equipe Williams.

## Voltas na liderança
| Nº de Voltas | Piloto           | Voltas           |
| ------------ | ---------------- | ---------------- |
| 26           | Pierre Gasly     | (28-53)          |
| 26           | Lewis Hamilton   | (1-20) e (22-27) |
| 1            | Carlos Sainz Jr. | 21               |

## 2020DHLFastest Pit Stop Award

### Resultado
| 1      | 99 | Antonio Giovinazzi | Alfa Romeo Racing-Ferrari | 2.43 | 25 |
| 2      | 55 | Carlos Sainz Jr.   | McLaren-Renault           | 2.68 | 18 |
| 3      | 4  | Lando Norris       | McLaren-Renault           | 2.68 | 15 |
| 4      | 10 | Pierre Gasly       | AlphaTauri-Honda          | 2.79 | 12 |
| 5      | 7  | Kimi Räikkönen     | Alfa Romeo Racing-Ferrari | 2.83 | 10 |
| 6      | 63 | George Russell     | Williams-Mercedes         | 2.83 | 8  |
| 7      | 16 | Charles Leclerc    | Ferrari                   | 2.86 | 6  |
| 8      | 77 | Valtteri Bottas    | Mercedes                  | 2.95 | 4  |
| 9      | 44 | Lewis Hamilton     | Mercedes                  | 3.13 | 2  |
| 10     | 31 | Esteban Ocon       | Renault                   | 3.17 | 1  |
| Fonte: |    |                    |                           |      |    |

### Classificação
| Tabela do DHL Fastest Pit Stop Award \| Pos \| Construtor \| Pontos \| \| --- \| ------------------------- \| ------ \| \| 1 \| Red Bull-Honda \| 225 \| \| 2 \| Mercedes \| 137 \| \| 3 \| Williams-Mercedes \| 126 \| \| 4 \| Alfa Romeo Racing-Ferrari \| 113 \| \| 5 \| Renault \| 62 \| \| 6 \| McLaren-Renault \| 47 \| \| 7 \| AlphaTauri-Honda \| 43 \| \| 8 \| Ferrari \| 39 \| \| 9 \| Racing Point-Mercedes \| 15 \| \| 10 \| Haas-Ferrari \| 1 \| |                           |        |
| Pos | Construtor                | Pontos |
| 1 | Red Bull-Honda            | 225    |
| 2 | Mercedes                  | 137    |
| 3 | Williams-Mercedes         | 126    |
| 4 | Alfa Romeo Racing-Ferrari | 113    |
| 5 | Renault                   | 62     |
| 6 | McLaren-Renault           | 47     |
| 7 | AlphaTauri-Honda          | 43     |
| 8 | Ferrari                   | 39     |
| 9 | Racing Point-Mercedes     | 15     |
| 10 | Haas-Ferrari              | 1      |

## Tabela do campeonato após a corrida
Somente as cinco primeiras posições estão incluídas nas tabelas.
| Pos | Piloto          | Pontos | Var     |
| --- | --------------- | ------ | ------- |
| 1   | Lewis Hamilton  | 164    | Estável |
| 2   | Valtteri Bottas | 117    | Aumento |
| 3   | Max Verstappen  | 110    | Baixa   |
| 4   | Lance Stroll    | 57     | Aumento |
| 5   | Lando Norris    | 57     | Aumento |

| Pos | Construtor            | Pontos | Var     |
| --- | --------------------- | ------ | ------- |
| 1   | Mercedes              | 281    | Estável |
| 2   | Red Bull-Honda        | 158    | Estável |
| 3   | McLaren-Renault       | 98     | Estável |
| 4   | Racing Point-Mercedes | 82     | Estável |
| 5   | Renault               | 70     | Aumento |